# آلوارو گارسیا
آلوارو مارسِلو گارسیا لینِرا (به اسپانیایی: Álvaro Marcelo García Linera) زاده ۱۹ اکتبر ۱۹۶۲، سیاستمدار بولیویایی و معاون رئیس‌جمهور بولیوی از سال ۲۰۰۶ است.